# Университет Пейс
Университет Пейс (англ. Pace University) — американский частный университет в Нью-Йорке. Университет основан в 1906 году. В университете обучается около 13000 студентов со всего мира.

## Академические успехи
По версии U.S. News & World Report университет является одним из лидеров в США по качеству трудоустройства выпускников, проведению практик и стажировок для своих студентов. По версии Forbes, университет Пейс занимает 172 место в рейтинге исследовательских университетов, 208 место в рейтинге частных высших учебных заведений, 147 место среди университетов северо-востока США и 409 место в рейтинге университетов и колледжей мира.

## Поступление в Pace University

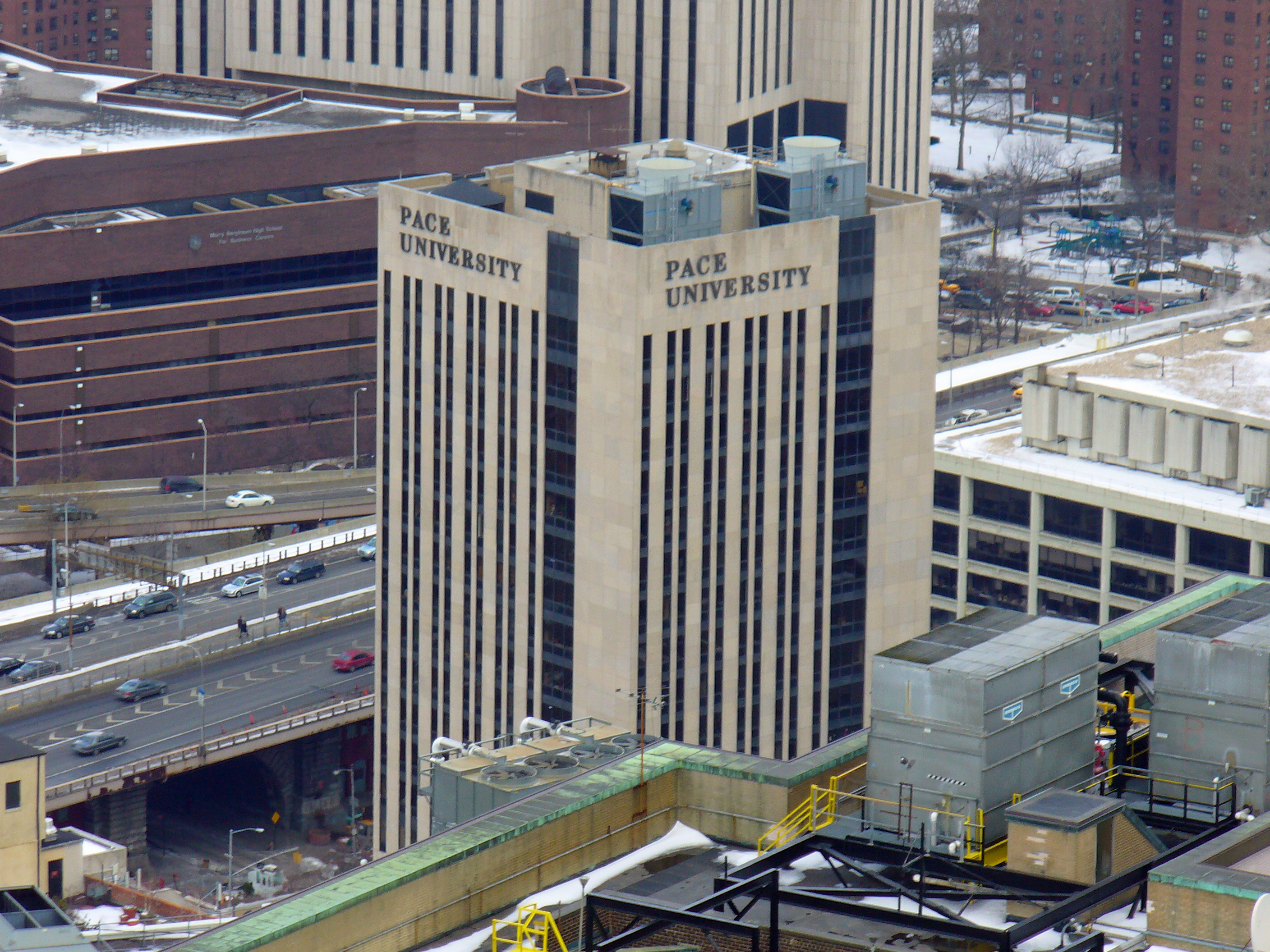
Вид с Манхэттена

Так как университет Пейс является престижным высшим учебным заведением в одном из крупнейших мегаполисов мира, приемной комиссией ведется строгий и серьезный отбор среди абитуриентов.
Главным критерием является GPA. GPA — это средний академический балл, представляющий собой среднее значение всех отметок абитуриента. По правилам американского образования, средний академический балл получается при делении суммы всех отметок на их число. Обычно GPA рассчитывает организация, которая составляет вкладыш к диплому с оценками, но в университете Пейс GPA может отличаться от расчета такой организации. Показатель GPA рассчитывают при подаче заявления на поступление. Подающие заявление на программу бакалавриата также должны рассчитать пять основных предметов: историю, курс литературы родного языка, математику, естествознание и английский язык. Если уровень знания английского языка у студента, не являющимся гражданином США, не соответствует требованиям выбранной им степени, то программа Global Pathways помогает получить недостающие знания и нужные результаты, чтобы у поступающего было право учиться в университете Пейс.

## Размещение и проживание
Для студентов доступно различное высококачественное жильё в университетских городках Нью-Йорка и Уэстчестера. Оплата за жильё не включена в сумму, заплаченную за обучение. Студенты заселяются в общежития, корпуса в блоках университетского городка. Студентам доступны одноместные комнаты, этажи по интересам. Желающие могут посещать фитнес-центры, игровые комнаты и площадки, имеют доступ к общественному оборудованию.
В университетском городке Уэстчестер Университет Пейс предлагает восемь корпусов в Плезентвилле и Брайерклиффе, включающие традиционные жилые дома и таунхаусы. Во всех корпусах наивысший приоритет имеет безопасность и комфорт студентов, создание настоящей атмосферы студенческого сообщества.
В каждом из корпусов общежития студенты имеют доступ к беспроводному Интернету. Подключение к интернету есть и в любом другом месте в студенческих городках: в кафе, столовых, в библиотеках, в помещениях студенческих клубах и в спортзалах.

## Обучение в Pace University
Факультеты университета распределены между университетскими городками, расположенными в Нью-Йорке и Уэстчестере.
Вне зависимости от выбранной специальности, для каждой группы определен главный предмет, который является основной частью обучения и второстепенные предметы. Второстепенные предметы выбирает каждый студент индивидуально. Они дополняют основной, но могут не относиться непосредственно к главному предмету. Выбор этих предметов зависит от интересов студента или его желаний. Главным условием является выбор только одного основного предмета.
В университете Пейс за успехи в учёбе присваиваются стипендии на основе тестов USA High School, SAT или ACT. Международные студенты должны сдать один из этих тестов, чтобы иметь право на стипендию.
Студенты Global Pathways не имеют право на получение стипендии.

## Помощь и ограничения для международных студентов
Во время первого года обучения студентам из других стран оказывается помощь и поддержка от организации ISSO. Они также могут обратиться к FYE (Office of First Year Experience).
Студент, не являющийся гражданином США, при выборе основного предмета, не могут выбрать «Национальную безопасность». В университете Пейс нет других ограничений при выборе специальности для студента не являющимися гражданами США. Но некоторые из этих специальностей, такие как юриспруденция, могут оказаться полезными только студентам, которые решили продолжать трудовую деятельность на территории Нью-Йорка или в других штатах Америки.

## Дополнительные платы для студентов
Каждому студенту необходимо подготовить отдельный бюджет, который придется потратить на нужды, которые не входят в стоимость обучения и проживания в корпусе общежития. Студент университета должен оплатить книги и необходимые учебные принадлежности, посещение культурных, спортивных и развлекательных мероприятий в Нью-Йорке, медицинское обслуживание, страховку, а также оплаты непредвиденных расходов. Иностранные студенты, по действительной визе F-1, за свой счет могут посетить и другие штаты Америки.

## Университетская студенческая жизнь в Pace University
Для студентов, желающих почувствовать традиционную студенческую жизнь, больше подойдет университетский городок Уэстчестер в городе Плезентвилль. Он расположен примерно в 45 км на север от Манхэттена. Атмосфера американского студенческого сообщества в этом городке дополнена спокойствием загородной местности.
Для студентов, которых больше привлекает жизнь в мегаполисе, больше подойдет жизнь в городке, расположенном в нижней части района Манхэттен Нью-Йорка. Прямо напротив университета находится New York City Hall. Пешком можно дойти до Бруклинского моста, Чайна-тауна или Уолл-стрит.
Студентам, которые проживают в этом университетском городке, кроме работы внутри городка, также доступна возможность работы снаружи университетского городка в самом центре мегаполиса.

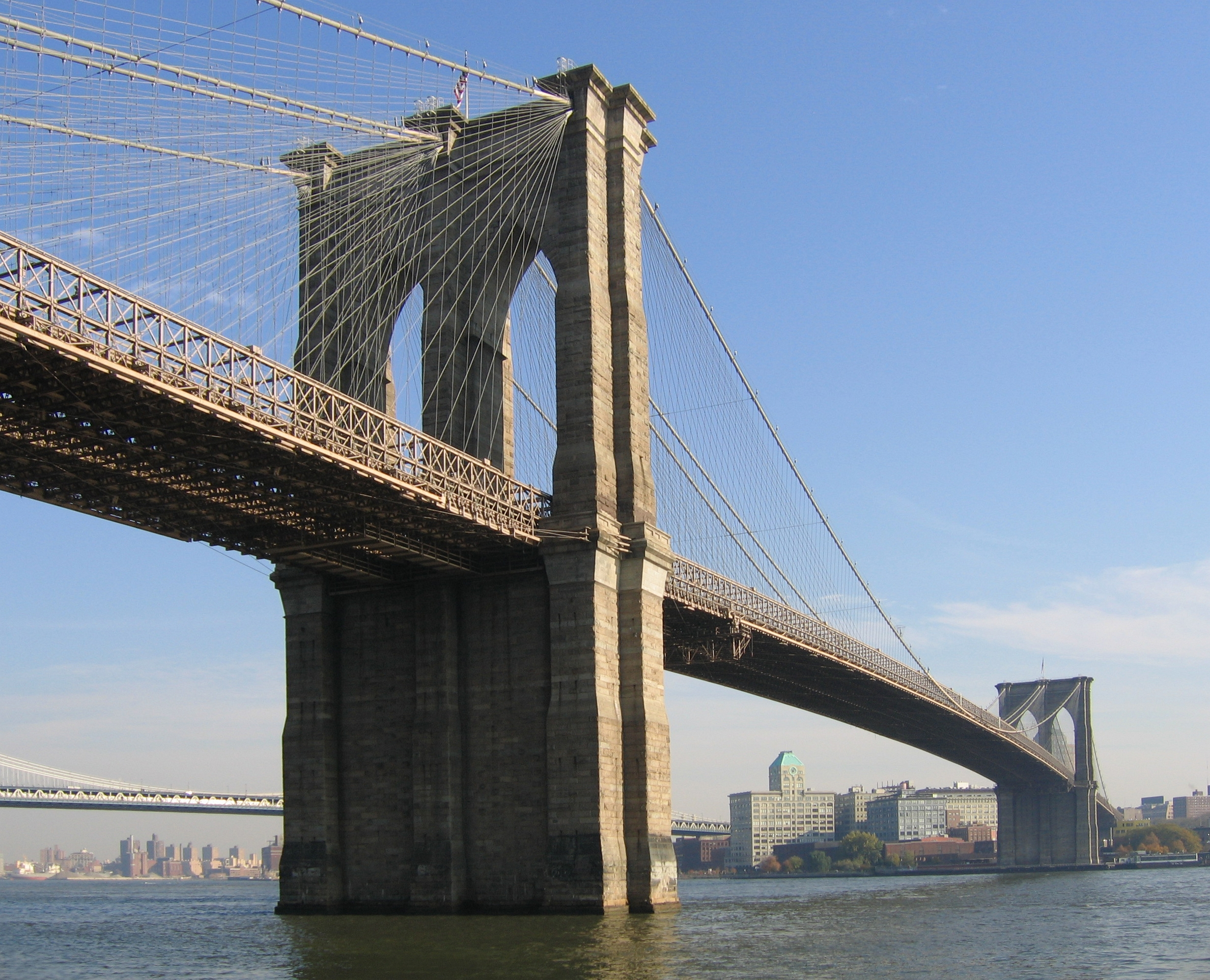
Бруклинский мост в Нью-Йорке

## Клубы Pace University
В университете существуют студенческие организации, в которых студенты имеют возможность развиваться в выбранной ими области. Выбор организации зависит от интересов студента: от политики и экономики до актёрского мастерства и религии. Программа студентов-лидеров в университете позволяет студентам выбрать важную роль в студенческом сообществе. Это позволяет получить необходимые лидерские навыки, которые помогут студенту в будущей карьере.
Во время обучения в университете Пейс студенты участвуют в большом количестве общественных мероприятий, которые проводят клубы и студенческих организаций университета. Например, спортивные соревнования или показы мод.
Университет Пейс имеет собственные спортивные команды. Студенты могут заниматься спортом в зале (баскетбол, волейбол) или американским футболом.
Кроме физического развития студенты университета имеют возможность развиваться духовно. В университете обучаются студенты из разных стран и представители различных религиозных убеждений.

## Практика и трудоустройство в Pace University
Отдел трудоустройства университета помогает в поиске мест для прохождении практики для своих студентов. Учитывается выбранная область и специальность. Для студентов проводятся консультации в отношении карьеры; оказывается помощь при составлении резюме и сопроводительного письма. Сотрудники International Student and Scholars Office (ISSO) помогают студентам из других стран понять правовые нормы, которые касаются трудоустройства в США. Для успешного устройства на работу, связанную с выбранной областью деятельности, с помощью центра кадровых услуг университета Пейс, необходимо за 2-3 месяца до получения ученой степени подать заявление. Центр кадровых услуг университета помогает выпускникам подготовить документы для дополнительного практического обучения. Для международных студентов с визой F-1 оказывается помощь с открытием и регистрацией банковского счёта организацией «International Students and Scholars Office». Студентам, участвующим в программе Global Pathways, по вопросам оформления счета, помогает отделение Global Pathways.
Крупные компании Нью-Йорка заинтересованы дипломированными специалистами выпускниками университета Пейс. А в одном из выпусков журнала Forbes, университет Пейс вошел в 20 университетов, диплом которого, по словам автора, «сделает Вас богатым».
Университет сотрудничает более чем с 500 работодателей в различных отраслях. среди них компании, связанные с государственной службой, здравоохранением, коммерческие и некоммерческие организации. Компаниями, в которых студенты университета пользуются спросом, находятся в самом центре Нью-Йорка, совсем рядом с университетом. Среди них такие компании, как англ. Bloomberg, Citigroup, Deloitte & McGladrey, Simon & Schuster, JP Morgan Chase, англ. KPMG, англ. McGraw Hill, англ. Bank of New York Mellon, Morgan Stanley, медицинский центр Montefiore, департамент образования Нью-Йорка, пресвитерианский госпиталь Нью-Йорка, Pepsico, Pricewaterhouse Coopers, англ. Internal Revenue Service, англ. Readers Digest, Warner Music Group.

## Работа в студенческом городке Pace University и за его пределами
Студенты могут работать в университетском городке с удобным графиком, если работа не мешает учёбе. Студенческая виза F-1 позволяет студентам работать до 20 часов в неделю.
Также студенты могут работать в компаниях за пределами городка на летних каникулах или проходить практику в течение 4-12 месяцев в компаниях Нью-Йорка. Такая трудовая деятельность студентов допустима в рамках университетского практического обучения англ. Curricular Practical Training (CPT).

## Трудоустройство после окончания обучения для студентов из других стран
Международные студенты получившие ученую степень с визой F-1 могут остаться работать на территории США после окончания обучения. Такое трудоустройство проходит в рамках дополнительного практического обучения англ. Optional Practical Training (OPT) в течение 12 месяцев. Студенты имеют право остаться в стране на 17 месяцев, если изучают естественные науки, технологии, инженерное дело или высшую математику.